# تشسکی لس پروتتستد لاندستساپه ارا
تشسکی لس پروتتستد لاندستساپه ارا (به چکی: Český les Protected Landscape Area) یک منطقهٔ مسکونی در جمهوری چک است که در ناحیه تاخوو واقع شده‌است.